# Блашко, Альфред
Альфре́д Бла́шко (нем. Alfred Blaschko; 3 марта 1858, Фрайенвальде-на-Одере — 26 марта 1922, Берлин) — немецкий врач-дерматолог и венеролог.

## Биография
Альфред Блашко родился в семье врача, с 1876 года изучал медицину в Берлине. В 1881 году защитил докторскую диссертацию, затем до 1883 года изучал хирургию и внутреннюю медицину у Георга Вегнера в Штеттине. В 1883 году Блашко обосновался в Берлине и работал врачом-специалистом в крупной больничной кассе. В рамках своей работы первым занялся профессиональными кожными заболеваниями.
После нескольких недель, проведённых в командировке у Морица Капоши в венской кожной клинике, Блашко занялся изучением производственно обусловленного дерматоза и в 1886 году составил доклад о наличии серебра в коже рабочих-металлургов. В 1888 году получил звание профессора в области дерматологии. С 1892 года Блашко занимался венерическими заболеваниями. Блашко первым указал на эмболию лёгкого после инъекций ртути, которыми до того времени лечили сифилис. Он также первым выступил за стационарное лечение венерических заболеваний вместо обычного в то время надзора полиции нравов. Блашко занимался также и другими дерматологическими заболеваниями — военным меланозом, ихтиозом, а также световой и радиевой терапией. 
Признанному учёному при жизни, Блашко было отказано в руководстве вузовской кафедрой по причине его иудаистского вероисповедания и социалистической деятельности. Как член СДПГ вёл полемику против социал-дарвинизма на страницах марксистского партийного издания Die Neue Zeit.
К 1890 году Блашко заинтересовался профилактикой венерических заболеваний и занимался просветительской деятельностью в области предохранения от венерических заболеваний.
В 1895 году Блашко занялся изучением лепры, встречавшейся в районе Мемеля, и добился создания в Мемеле лепрозория. На основании 170 случаев Блашко в 1901 году описал полосные дерматозы, которые впоследствии стали известны как линии Блашко. Эти линии, вероятно, совпадают с линиями роста кожи в эмбриогенезе.
В 1902 году Блашко выступил соучредителем Германского общества по борьбе с половыми заболеваниями. Позднее активно участвовал в применении Имперского закона о борьбе с половыми заболеваниями.
Блашко похоронен на Груневальдском кладбище в Берлине. Сын Альфреда Блашко Герман стал биохимиком. Имя Альфреда Блашко носит улица в берлинском районе Бриц.

## Сочинения
- Betrachtungen zur Architektonik der Oberhaut. Berlin, 1887.
- Behandlung der Geschlechtskrankheiten in Krankenkassen und Krankenhäusern. Berlin, 1890.
- Verbreitung der Syphilis in Berlin. Berlin, 1892.
- Syphilis und Prostitution vom Standpunkt der öffentlichen Gesundheitspflege. Berlin, 1893.
- Die Lepra im Kreise Memel. Berlin, 1897.
- Hygiene der Prostitution und venerischen Krankheiten. Jena, 1900.
- Die Nervenverteilung in der Haut in ihrer Beziehung zu den Erkrankungen der Haut. Wien, 1901.